# Doneil Henry
Doneil Henry, né le 20 avril 1993 à Brampton au Canada, est un joueur international canadien de soccer qui évolue au poste de défenseur central.

## Biographie

### Parcours en club
Henry rejoint le centre de formation du Toronto FC en novembre 2008. Il évolue alors pendant deux saisons en tant que capitaine avec l'académie du TFC en Ligue canadienne de soccer. Le 3 janvier 2015, il rejoint la Premier League en s'engageant avec West Ham United.
Après plusieurs années difficiles en Angleterre, il revient en Major League Soccer en signant en faveur des Whitecaps de Vancouver le 22 décembre 2017,.
Son passage à Vancouver n'est pas convaincant dans un premier temps puisqu'il ne voit que peu les terrains en 2017 et 2018. Mais l'arrivée de Marc Dos Santos à la tête de l'équipe pour la saison 2019 lui redonne un statut de titulaire, ce qui lui permet aussi de retrouver plus de régularité en sélection canadienne. C'est aussi au terme de cette saison qu'il est vendu au club sud-coréen des Suwon Samsung Bluewings le 20 novembre 2019.
Après deux saisons en Corée du Sud, Henry retourne en Major League Soccer et s'engage au Los Angeles FC le 18 février 2022. Peu utilisé, il est libéré de son contrat le 3 juillet et il se retrouve donc libre. Quelques semaines plus tard, le 18 juillet, il rejoint les HFX Wanderers en Première ligue canadienne avec un contrat allant jusqu'au terme de la saison 2023.

### Parcours en équipe nationale
Avec les moins de 20 ans, il participe à deux reprises au championnat de la CONCACAF des moins de 20 ans, en 2011 puis en 2013. Lors de l'édition 2013, son équipe s'incline en quart de finale face aux États-Unis.
Il reçoit sa première sélection en équipe du Canada le 16 août 2012, en amical contre Trinité-et-Tobago. Propulsé directement titulaire, il joue l'intégralité de la première mi-temps. Les Canadiens s'imposent sur le score de deux buts à zéro.
En juillet 2013, il participe à la Gold Cup organisée aux États-Unis. Lors de cette compétition, il officie comme titulaire et joue trois matchs. Avec un bilan d'un nul et deux défaites, le Canada ne parvient pas à dépasser le premier tour.
Il ne peut participer à la Gold Cup 2017, en raison d'une rupture du ligament du genou. En juin 2019, il participe finalement à sa deuxième Gold Cup. Lors de cette compétition, il joue trois matchs. Le Canada s'incline en quart de finale face à Haïti.
Le 8 septembre 2019, il inscrit son premier but avec l'équipe du Canada, lors d'une rencontre face à Cuba. Ce match gagné sur le très large score de 6-0 rentre dans le cadre de la Ligue des nations de la CONCACAF.
Le 1er juillet 2021, il est retenu dans la liste des vingt-trois joueurs canadiens sélectionnés par John Herdman pour disputer la Gold Cup 2021.

## Palmarès

### En club
Toronto FC
- Vainqueur du Championnat canadien en 2010, 2011 et 2012
- Finaliste du Championnat canadien en 2014

 Whitecaps de Vancouver
- Finaliste du Championnat canadien en 2018

### Distinctions individuelles
- Joueur canadien de moins de 20 ans de l'année en 2012